# Kalix (commune)
La commune de Kalix (en finnois Kainuu) est une commune suédoise du comté de Norrbotten. 17 653 personnes y vivent. Son siège se situe à Kalix.

## Localités principales
- Kalix (siège)
- Båtskärsnäs
- Bredviken
- Gammelgården
- Karlsborg
- Morjärv
- Nyborg
- Påläng
- Risögrund
- Rolfs
- Ryssbält
- Sangis
- Töre